# Eudiocrinus
Eudiocrinus is een geslacht van haarsterren uit de familie Eudiocrinidae. De positie van het geslacht is onduidelijk. Het werd door Austin Hobart Clark in 1907 in een eigen familie geplaatst. De positie daarvan binnen de haarsterren (Comatulida), en de relatie met de andere haarsterfamilies, is nog onduidelijk.

## Soorten
- Eudiocrinus eoa A.H. Clark, 1941
- Eudiocrinus gracilis A.H. Clark, 1912
- Eudiocrinus indivisus (Semper, 1868)
- Eudiocrinus junceus A.H. Clark, 1912
- Eudiocrinus loveni Gislén, 1922
- Eudiocrinus ornatus A.H. Clark, 1909
- Eudiocrinus philenor A.H. Clark, 1932
- Eudiocrinus pinnatus A.H. Clark, 1912
- Eudiocrinus pulchellus Gislén, 1922
- Eudiocrinus serripinna A.H. Clark, 1908
- Eudiocrinus tenuissimus Gislén, 1940
- Eudiocrinus variegatus A.H. Clark, 1908
- Eudiocrinus venustulus A.H. Clark, 1912